# 金江書院
金江書院位於四川省涼山彝族自治州會理縣，文物遺址年代判定為清代。2007年6月1日公佈為四川省第七批文物保護單位。
金江书院在城内西南隅。乾隆十六年知州韩搢建，名为会华书院。讲堂三间，厢房六间，大门一座，厅堂三间。
乾隆十八年知州蒋文祚更名玉墟书院，此时有厅堂三间，东耳房三间，西楼房三间。乾隆五十九年知州鲁𣿰哲更名会川书院。
嘉庆十六年知州德勳以义学名义始创学正署。
道光初年知州刘德铨更名金江书院。云南进士万永福题讲堂匾额“高阳遗泽”。